# Турач туркменський
Тура́ч туркменський, турач, турач звичайний (Francolinus francolinus) — вид птахів роду турач (Francolinus) підродини куріпкових родини фазанових.

## Опис
Загальна довжина 33-36 см. Вага коливається від 400 до 500 г. Довжина крила у самців 168—181 мм і у самиць 160—172 мм, при розмаху крил близько 550—600 мм. Має маленьку голову та масивну статуру. Шия середньої довжини і міцна. Має досить короткий і маленький дзьоб, сильно загнутий на кінці. Хвіст короткий, клиноподібної форми. Ноги порівняно короткі і лапи невеликих розмірів. У хвості 14 кермових. Першорядні махові без вирізок. Крило тупе, перше махове зазвичай коротше сьомого. У самців на плесні завжди шпора.
Забарвлення пір'я самця чорне з білими круглими плямами на нижній стороні тіла, з буро-рудим поздовжнім малюнком на спині і крилах та з чорно-білими поперечними смужками на попереку і хвості. Навколо шиї іржаво-коричневе кільце. Дзьоб чорний, ноги червоні. Самиця забарвлена в більш бліді відтінки.

## Спосіб життя
Зустрічається по долинах. Населяє рясні зарості чагарників тамариску, ожини, держидерева, верблюжої колючки, розташовані поблизу водойм, очеретяні плавні, що чергуються з високотравними галявинами, трав'янисті зарості полину, солянки. Досить звичайний на полях у заростей чагарнику, в садах, виноградниках, по лісових гарям. У сухих степах не зустрічається. Веде осілий спосіб життя. Сезонні переміщення відсутні, а зміна біотопів чітко не виражена.
Досить обережний птах. Звичками нагадує фазанів. Цей птах чудово бігає. При наближенні небезпеки спочатку біжить по землі, потім з шумом злітає «свічкою» вгору; пролетівши кілька метрів, швидко летить з частими помахами крил по горизонталі, потім, ширяючи, приземляється серед кущів і знову біжить. На ходу зазвичай витягує шию і часто рухає головою. Восени і взимку тримається зграйками.
Живиться рослинними і тваринними харчами. При цьому в холодну пору року переважає рослинна, в теплу — тваринна їжа. Рослинні — складають ягоди, листя, зелені пагони, насіння диких рослин і зерна культурних злаків, що збираються на полях після збирання врожаю. З тваринної — жуки, коники, клопи, мурахи, зелені гусениці, іноді дрібні ящірки, молюски та ін. Їжу збирає на землі, ягоди з кущів скльовує як з землі, так і сідаючи на гілки. Камінці в шлунках зустрічаються рідко і переважно взимку.
Турачі — моногамні птахи. В березні зустрічаються парами, а з кінця березня приступають до токування. Під час токування самець тримається біля самиці, приймаючи своєрідні пози: закидає назад голову, розпускає віялом хвіст і креслить по землі напіврозпущеними крилами. При цьому він часто підстрибує, ляскає крилами, крутить головою і видає далеко чутні крики. Для токування обираються галявини серед кущів, відкриті бугри поблизу чагарникових і трав'янистих заростей, куди птахи тікають при небезпеці. При співі самець часто схоплюється на купину або сідає на кущ. Зазвичай поблизу самця перебуває лише одна самиця. Токування триває до середини червня, а крики окремих самців навіть до останньої декади липня. Незабаром після початку токування самиця приступає до облаштування гнізда і відкладання яєць.
Гніздо у вигляді невеликої ямки з вистилки з сухих травинок і гілочок міститься звичайно під прикриттям куща. У повній кладці від 7 до 18 яєць розміром 41,14×33,12 мм, забарвлених в оливково-бурий або молочно-кавовий колір з рідкісними білими, іноді бурими плямами. Насиджування здійснює лише самиця проти 21-24 дні, самець в цей час тримається поблизу від гнізда. Турбуються про пташенят самець і самиця. Пташенята від пуховиків до розміру в напівматки відзначалися в період від другої половини травня до другої половини жовтня, що свідчить про значний розтягнутість термінів розмноження. Близько 3 місяців молоді птахи триматися біля своїх батьків, а потім розлітаються.
Тримають та розводять у неволі. Є об'єктом спортивного полювання. На нього полюють за допомогою рушниці і собак, а так само використовують хижих птахів. Природними ворогами є шакали, лисиці, коти, тхори, ласки і деякі інші хижаки; з птахів переважно болотні луні і яструби.
Тривалість життя до 12 років.

## Поширення
Розповсюджені від Кіпру і Малої Азії на заході до північно-східного Індостану. З Південної Європи швидко зникає через постійне полювання. В даний час зберігся ще на Кіпрі. У Західній Азії цей вид місцями звичайний, а раніше водився також в Іспанії, Південній Італії і на Сицилії. Мешкає в східному Закавказзі і південно-західному Туркменістані.
Колись був доволі поширений на півдні Західної Європи, але посилене переслідування привело до того, що він зовсім зник в значній частині колишнього ареалу. І лише після того, як його було узято під охорону, чисельність цього птаха стала зростати.
У сприятливі роки в деяких місцях щільність може досягати 20-25 птахів на 1 га, зазвичай 6 птахів/га.

## Підвиди
- F. f. francolinus (Linnaeus, 1766) — Кіпр, південна Туреччина, Ірак, Іран
- F. f. arabistanicus (Zarudny and Harms, 1913) — південний Ірак, західний Іран
- F. f. asiae (Bonaparte, 1856) — північна Індія
- F. f. henrici (Bonaparte, 1856) — південний Пакистан, західна Індія
- F. f. bogdanovi (Zarudny, 1906) — південний Іран, Афганістан, південний Пакистан
- F. f. melanonotus (Hume, 1888) — східна Індія, Бангладеш.